# Eparchia di Nostra Signora del Libano a Los Angeles

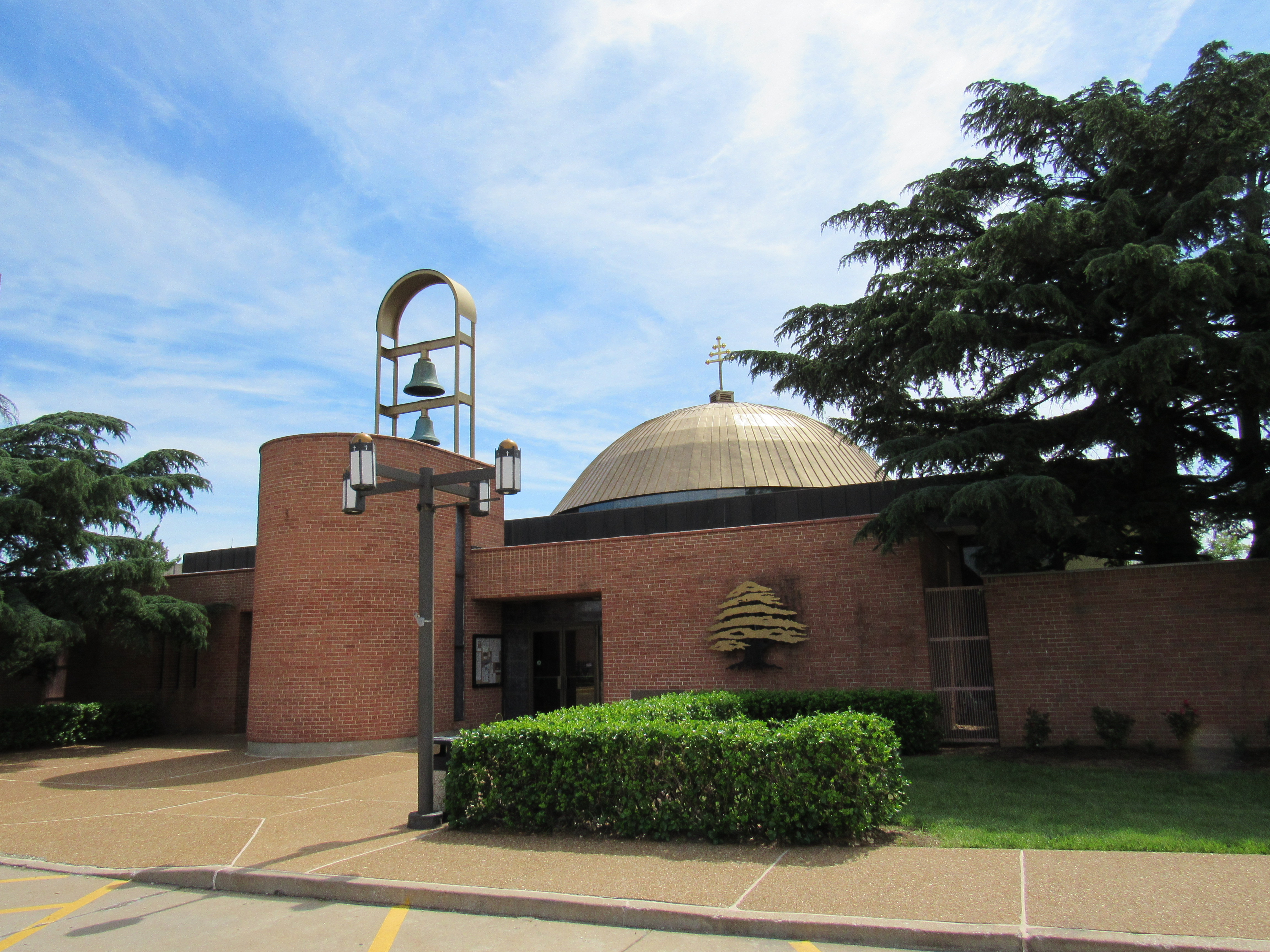
La concattedrale di San Raimondo a Saint Louis.

L'eparchia di Nostra Signora del Libano a Los Angeles (in latino: Eparchia Dominae Nostrae Libanensis in civitate Angelorum in California Maronitarum) è una sede della Chiesa maronita negli Stati Uniti d'America immediatamente soggetta alla Santa Sede. Nel 2021 contava 47.480 battezzati. È retta dall'eparca Abdallah Elias Zaidan, C.M.L.

## Territorio
L'eparchia comprende i fedeli della Chiesa maronita in trentaquattro stati occidentali, centrali e meridionali degli Stati Uniti d'America.
Sede eparchiale è la città di Los Angeles, dove si trova la cattedrale di San Pietro (Saint Peter). A Saint Louis sorge la concattedrale di San Raimondo.
Il territorio è suddiviso in 41 parrocchie.

## Storia
L'eparchia è stata eretta da papa Giovanni Paolo II con la bolla Omnium Catholicorum il 19 febbraio 1994, ricavandone il territorio dall'eparchia di San Marone di Brooklyn.

## Cronotassi dei vescovi
Si omettono i periodi di sede vacante non superiori ai 2 anni o non storicamente accertati.
- John George Chedid † (19 febbraio 1994 - 20 novembre 2000 ritirato)
- Robert Joseph Shaheen † (5 dicembre 2000 - 10 luglio 2013 ritirato)
- Abdallah Elias Zaidan, C.M.L., dal 10 luglio 2013

## Statistiche
L'eparchia nel 2021 contava 47.480 battezzati.
| anno | popolazione | popolazione | popolazione | presbiteri | presbiteri | presbiteri | presbiteri                | diaconi | religiosi | religiosi | parrocchie |
| anno | battezzati  | totale      | %           | numero     | secolari   | regolari   | battezzati per presbitero | diaconi | uomini    | donne     | parrocchie |
| ---- | ----------- | ----------- | ----------- | ---------- | ---------- | ---------- | ------------------------- | ------- | --------- | --------- | ---------- |
| 1999 | 24.108      | ?           | ?           | 39         | 31         | 8          | 618                       | 8       | 8         | 7         | 28         |
| 2000 | 24.054      | ?           | ?           | 41         | 31         | 10         | 586                       | 8       | 10        | 7         | 30         |
| 2001 | 24.658      | ?           | ?           | 36         | 26         | 10         | 684                       | 8       | 10        | 7         | 30         |
| 2002 | 26.133      | ?           | ?           | 44         | 33         | 11         | 593                       | 9       | 11        | 7         | 32         |
| 2003 | 27.000      | ?           | ?           | 43         | 30         | 13         | 627                       |         | 13        | 7         | 32         |
| 2004 | 27.500      | ?           | ?           | 48         | 35         | 13         | 572                       | 7       | 13        | 7         | 32         |
| 2009 | 44.919      | ?           | ?           | 46         | 30         | 16         | 976                       | 14      | 16        | 5         | 28         |
| 2013 | 52.300      | ?           | ?           | 45         | 29         | 16         | 1.162                     | 21      | 19        | 5         | 35         |
| 2016 | 46.000      | ?           | ?           | 51         | 30         | 21         | 901                       | 17      | 27        |           | 32         |
| 2019 | 47.000      | ?           | ?           | 53         | 34         | 19         | 886                       | 17      | 21        | 8         | 34         |
| 2021 | 47.480      | ?           | ?           | 58         | 37         | 21         | 818                       | 23      | 29        | 7         | 41         |